# Nicolas Declaye
Nicolas Declaye, né le 8 juin 1758 à Liège (Belgique), mort le 15 novembre 1805, est un général Belge de la révolution et de l’Empire.

## États de service
Il entre en service le 12 juillet 1774, comme volontaire au régiment de Berwick, il est nommé sous-officier en 1780. En septembre 1787, il est adjudant écrivain de place à l’état-major de Saint-Martin-de-Ré, et adjudant instructeur aux gardes Liégeoises le 12 octobre 1789.
Le 12 novembre 1789 il est nommé aide-major, le 4 mai 1792 major, et lieutenant-colonel de la légion belge le 12 août 1792. Il est nommé colonel le 29 novembre 1792, le 7 avril 1793, il prend les fonctions d’aide-de-camp du général Rosières, et en mai 1793, il est commandant temporaire de cambrai.
Il est promu général de brigade le 30 juillet 1793 et il est maintenu dans ses fonctions. Le 11 septembre 1793 il subit à Avesnes-Le-Sec une écrasante défaite peu honorable qui fait perdre les garnisons de Cambrai et Bouchain. Il est arrêté le 15 septembre 1793 à Cambrai et remplacé par le général Chapuy. Conduit à Paris, il se justifie auprès du comité de salut public, et il devient commandant temporaire de Lyon le 9 brumaire an II (30 octobre 1793). Il est nommé général de division le 13 ventôse an II (3 mars 1794), et commandant d’armes au Mont-Cenis en prairial an II (juin 1794). Il est arrêté trois mois plus tard et le 26 fructidor an II (12 septembre 1794) il est remis en liberté sur intervention de Fouché, mais avec interdiction de séjourné à moins de 20 lieues de Paris et des frontières.
En brumaire an IV, il commande la garde nationale de Nevers, il redevient commandant de place le 12 thermidor an IV (30 juillet 1796), et il est réformé le 12 brumaire an V (2 novembre 1796).
Il rentre en service comme chef de bataillon à la 82e demi-brigade de ligne le 6 thermidor an VII (24 juillet 1799), et il commande la place de Vannes le 6 brumaire an VIII (28 octobre 1799). Le 16 ventôse an VIII (7 mars 1800), il commande le 1er bataillon franc. 
Il s’adonne à la littérature, et Quérard, mentionne de lui un ouvrage publié à Hambourg en 1804 le Citateur anti-britannique. Dans une lettre écrite à Berthier le 1er complémentaire an XIII (18 septembre 1805), il déclare être l’auteur de l’opéra Le triomphe de Mars et d’un hymne guerrier dédié à l’armée de Boulogne.

## Sources
- (en) « Generals Who Served in the French Army during the Period 1789 - 1814: Eberle to Exelmans »
- Correspondance général de Carnot par Étienne Charavay, tome 3, édition 1897, imprimerie Nationale, pages 35-36.